# La Frousse aux trousses
Ne doit pas être confondu avec La Mort aux trousses.
La Frousse aux trousses de son titre original Angoisse à Touboutt-Chan est la quatre-vingt-dix-neuvième histoire de la série Spirou et Fantasio de Tome et Janry. Elle est publiée pour la première fois dans Spirou du no 2611 au no 2632.

## Univers

### Synopsis
Spirou et Fantasio ont l'intention de monter une expédition au Touboutt-Chan afin d'éclairer le sort d'Adrien Maginot et de Günter Siegfried, disparus en 1938 en cherchant un lieu mythique de cette région du monde, la Vallée des Bannis. Cependant, les deux journalistes peinent à trouver les fonds nécessaires à l'accomplissement de leur projet, les conférences de Spirou sur ses aventures ne rapportant pas assez d'argent car elles effrayent les spectateurs. Ils sont alors contactés par le docteur Placebo, qui est persuadé que la peur peut guérir le hoquet. Il propose aux héros le financement de leur expédition, mais en contrepartie ceux-ci doivent emmener les malades que le docteur, dans le but de prouver ses théories, leur impose.
Guidés par Gorpah, un autochtone, les deux héros et leurs invraisemblables compagnons, voyageant en fourgon, sont poursuivis par les militaires commandés par le capitaine Yi. Échappant aux blindés et hélicoptères, ils sont ensuite capturés par les rebelles mais parviennent encore une fois à s'évader. Confrontés aux intempéries, ils tentent lors de l'évasion de secourir l'un des rebelles. Mais finalement, Spirou et Fantasio sont à leur tour emportés par un torrent, tandis que les patients du docteur et Gorpah restent seuls, guéris mais déprimés.
L'album suivant, La Vallée des bannis, constitue la suite de l'aventure.

### Personnages
- Spirou
- Fantasio
- Spip
- Gorpah (première apparition)
- Le docteur Placebo (première apparition)
- Le capitaine Yi (première apparition)

## Publication

### Revues
- Publié pour la première fois dans le journal de Spirou du n°2611 au n°2632 sous le nom de "Angoisse à Touboutt-Chan".